# バーンズ・アンド・ノーブル

バーンズ・アンド・ノーブルのロゴ

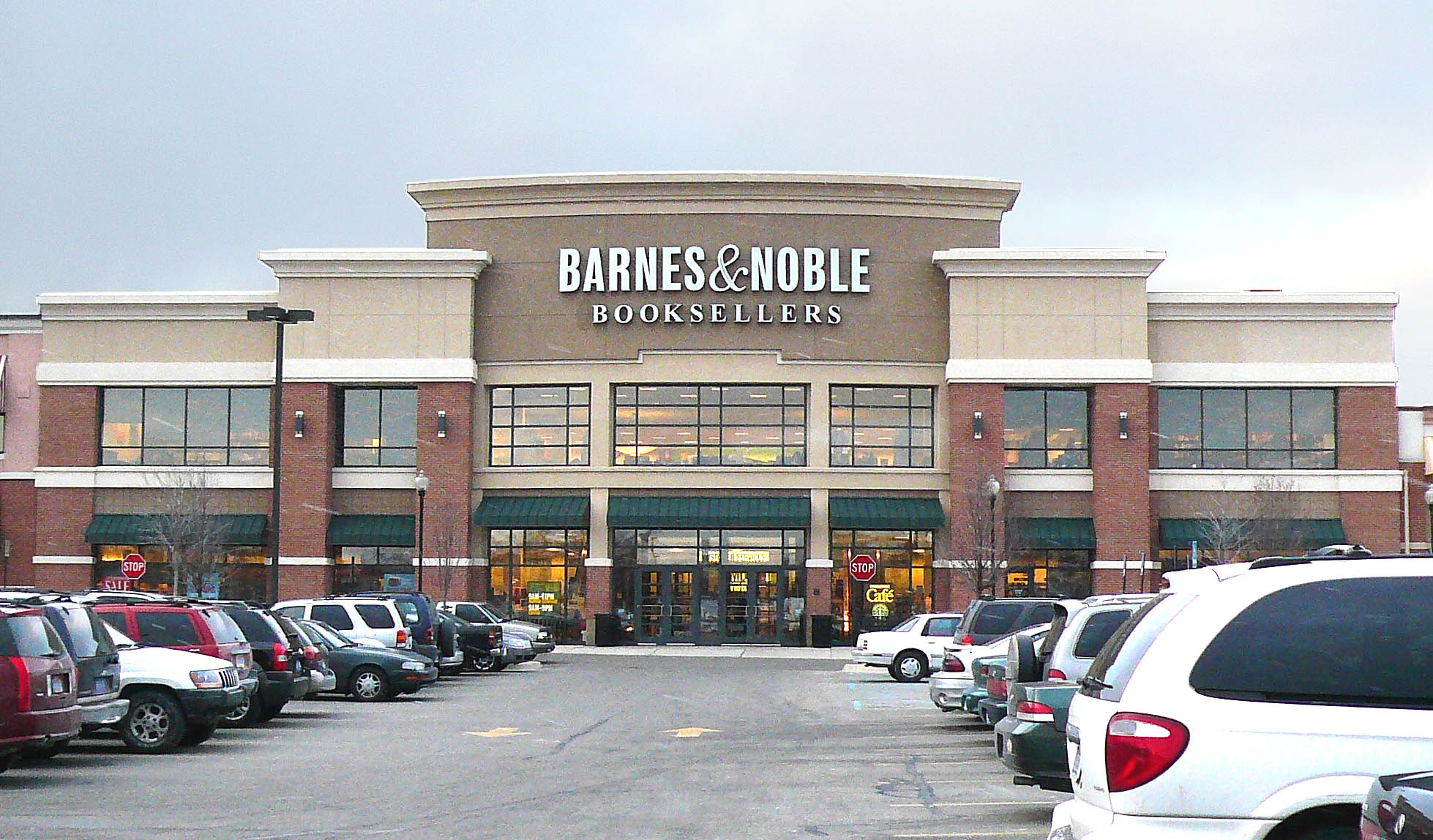
バーンズ・アンド・ノーブルの店舗

バーンズ・アンド・ノーブル（Barnes & Noble, Inc.）は、アメリカ合衆国で最大の書店チェーンであり、また最大の専門小売店である。2009年10月現在、同社はアメリカの50州とコロンビア特別区で合計777の店舗を運営している。2020年12月現在、投資運用会社Elliott Managementが所有している。
同社は地域によっては、ブックスター（Bookstar）あるいはB.ドルトン（B.Dalton Booksellers）という名称でも、小規模な書店をチェーン展開している。ブックスターは屋外型のショッピングセンター店舗に、B.ドルトンはショッピングモール内の店舗に使用される名称である。
バーンズ・アンド・ノーブルは大規模で高級感のある店舗を構えることで有名で、多くの店舗がスターバックス・コーヒーを提供する喫茶コーナーとベストセラー本を値引き販売するコーナーを設置している。ほとんどの店舗で雑誌、新聞、DVD、劇画、贈答品、ゲームや音楽メディアを併売している。

## 歴史
創業は1965年。ニューヨーク大学の学生で、大学内の生協でアルバイトをしていたレオナルド・リッジオが、「本を売るなら、自分でやったほうがうまくゆく」とグリニッジ・ヴィレッジに小さな学生向け書店をオープンしたのがきっかけ。優れたサービスと知識豊かなスタッフのおかげで評判になり、1970年代には6店舗を展開するまでに拡大。その後、5番街の書店を買い取って総合書店へ転身し、全米に積極的に進出した。
レオナルド・リッジオの兄弟であるスティープ・リッジオが2003年1月から2010年3月までCEOを務めた。スティーブ・リッジオは電子書籍への対応に出遅れ、2010年8月には身売りが検討されていると報じられている。
2019年6月7日、投資運用会社Elliott Managementはバーンス・アンド・ノーブルを6億8300万ドルで買収すると発表。8月7日に買収を完了した。

## Nook
Androidベースの電子書籍リーダー。2009年11月にアメリカ合衆国で発売された。当初は6インチの電子ペーパーディスプレイ搭載機であったが、2011年に7インチカラー液晶ディスプレイ搭載機（Nook Color）が発売された。